# 相合元綱
相合 元綱（あいおう もとつな）は、戦国時代の武将。安芸国の国人である毛利弘元の三男で、毛利元就の異母弟にあたる。子は敷名元範。

## 生涯
相合殿とよばれる元綱は毛利元就の異母弟、軍記類には少輔三郎元綱とも、相合四郎元網とも書かれている。吉田郡山城近くの船山城を居城としていた。
異母兄弟ではあったが、元就とは年も近く、非常に仲が良かったといわれる。
永正14年（1517年）、「西国の桶狭間」といわれる有田中井手の戦いでは、元就の要請で出撃し、毛利方の勝利に貢献した。
大永3年（1523年）7月、毛利家の当主・幸松丸（長兄・興元の嫡男）がわずか9歳で死去すると、元就が志道広良をはじめとする重臣たちの推挙により家督を継承した。
元就の家督相続に不満を持った坂広秀・渡辺勝ら一部の家臣団は、翌大永4年（1524年）4月、元綱を担ぎ上げて元就の誅殺を計画。しかし、謀反を察知した元就に船山城を攻められ、元綱は討ち取られた。
子の元範は幼少であったため連座を免れており、後に元就から備後国に所領を与えられて、在名から「敷名」の名字を名乗っている。
元就は弘治3年(1557年)、息子達に兄弟間の団結の重要性を説いた「三子教訓状」を送っているが、仲の良かった兄弟と争いあうことになった自身の経験が大きく影響しているとされる。